# Jean Antoine Verdier
Pour les articles homonymes, voir Verdier.
Jean Antoine Verdier, né le 2 mai 1767 à Toulouse et mort le 30 mai 1839 à Mâcon, en Saône-et-Loire, est un général français de la Révolution et de l’Empire.

## Biographie
Il entre au régiment de La Fère le 18 février 1785. Aide de camp d’Augereau à l’armée des Pyrénées orientales en 1792, il prend l’épée à la main, avec un bataillon de tirailleurs, un camp retranché défendu par 4 000 Espagnols et 80 bouches à feu. Ce fait d’armes décide la reddition de Figuières et vaut au capitaine Verdier le grade d’adjudant-général. Devenu adjudant-major-lieutenant au 2e bataillon de volontaires de la Haute-Garonne en janvier 1792, il passe chef de brigade en 1795. On le voit l’année suivante en Italie, à la tête de trois bataillons de grenadiers, emporter la redoute de Mont Medolano, dans la bataille de Castiglione le 5 août 1796, et il est promu général de brigade le 15 août suivant. Il est blessé et mis hors de combat à Arcole et se trouve à tous les combats qui sont livrés jusqu’à la paix de Leoben. 
En Égypte il commande une brigade de la division Kléber aux Pyramides, et est un de ceux qui montent à l’assaut de Saint-Jean-d'Acre ; il y est blessé d’un coup de baïonnette. Le 1er novembre 1799, il attaque avec 1 000 hommes seulement 8 000 janissaires débarqués près de Damiette, en tue 2 000, fait 800 prisonniers et enlève 32 drapeaux et 10 pièces de canon. Kléber lui remet un sabre d’honneur et le nomme général de division le 25 avril 1800. 
Rappelé en France avant l’évacuation de l’Égypte, le général Verdier se signale constamment en Italie et en Autriche, de 1801 à 1806. Le 10 juin 1807, il enlève une redoute à la bataille d'Heilsberg et fait prisonnier un corps nombreux d’ennemis. Les bulletins signalent la bravoure de sa division à Friedland. En Espagne, il prend part au combat de Logroño et fait le premier siège de Saragosse qu’il doit évacuer après la capitulation de Bailén. Plus tard il s’empare de Girone et de plusieurs positions réputées inexpugnables. Dans la campagne de Russie, il se distingue de nouveau et il est grièvement blessé à Polotsk le 20 octobre 1812. En 1813 et 1814 il commande le corps d’armée franco-italien sous les ordres d’Eugène de Beauharnais. Au combat d'Aca, atteint d’une balle qui lui traverse la cuisse, il reste à son poste au milieu de la mitraille, soutenu par son aide de camp. Le 8 février 1814 à la bataille du Mincio, avec la division Fressinet, forte de 5 000 hommes environ, il résiste toute la journée aux efforts de 18 000 Autrichiens, et finit par les forcer à repasser la rivière. 

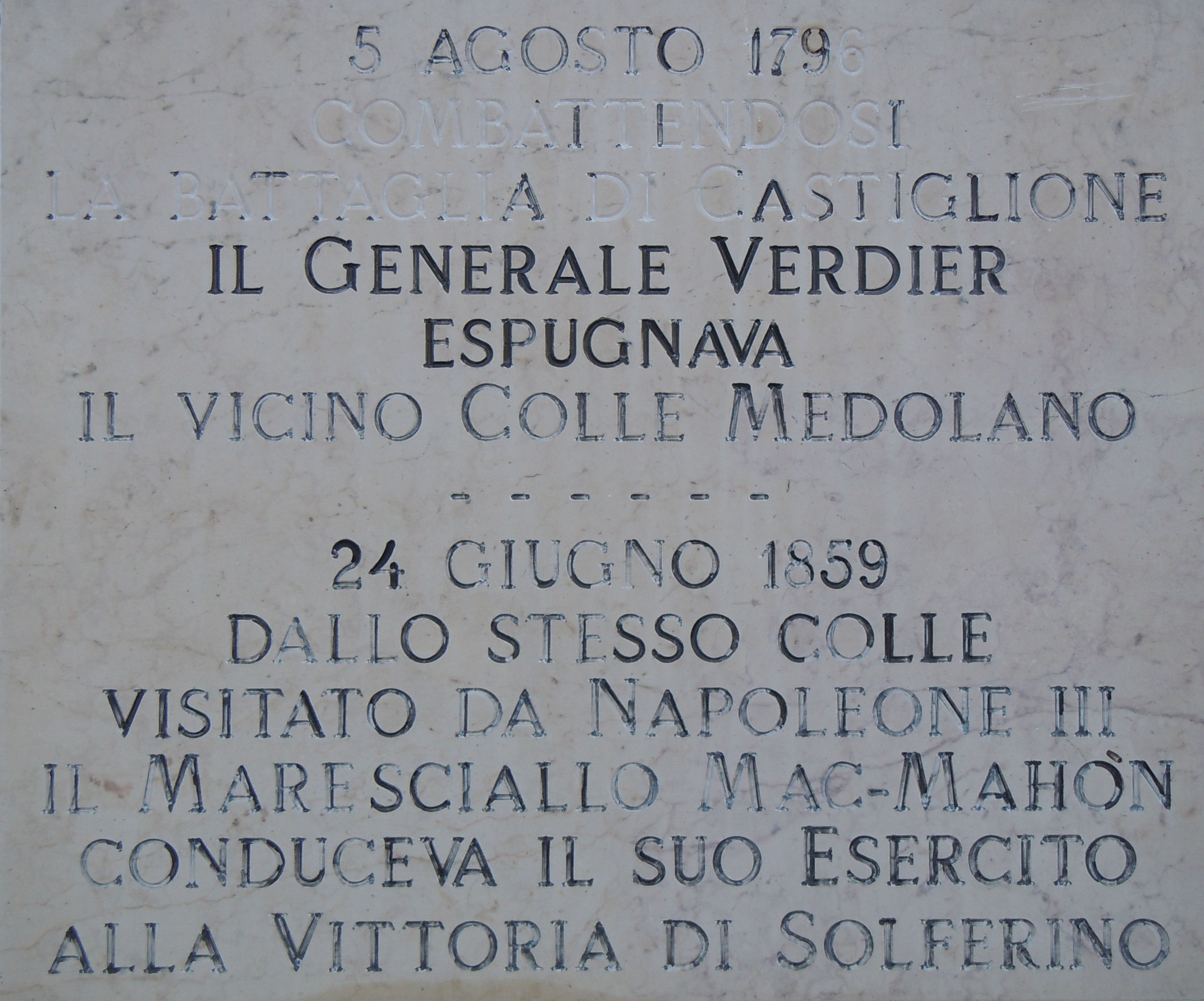
Mont Medolano, bataille de Castiglione, plaque commémorative.

La Restauration le met en non-activité en lui envoyant la croix de Saint-Louis. Le 17 janvier 1815 il est élevé au grade de grand-croix de la Légion d'honneur. Il était déjà commandeur de la Couronne de Fer. Pendant les Cent-Jours, il est nommé Pair et commandant de la 8e division militaire (Marseille). Après la bataille de Waterloo, il parvient à conserver à la France Toulon intact et sans pillage. L’ordonnance du 1er août 1817 le met à la retraite, et après 1830 il est replacé sur le cadre de réserve, mais il rentre bientôt dans la retraite. L’Empereur lui a donné le titre de comte de l'Empire le 19 mars 1808. 
Madame Verdier est citée dans les relations des campagnes françaises comme une héroïne. Elle accompagna son mari sur le champ de bataille.